# Amphipyra virgata
Amphipyra virgata är en fjärilsart som beskrevs av Tutt 1892. Amphipyra virgata ingår i släktet Amphipyra och familjen nattflyn. Inga underarter finns listade i Catalogue of Life.